# Trainingsplanung

Das Ergebnis einer Trainingsplanung ist ein Trainingsplan.

Trainingsplanung bezeichnet zusammenfassend alle planerischen Handlungen und systematischen Maßnahmen zum Aufbau eines sportlichen Trainings bis zum Erreichen eines bestimmten Trainingszieles innerhalb eines definierten Planzeitraums. Sie findet im Leistungs- und im Freizeitsport Anwendung. Eine sportliche Leistung wird nicht nur im Leistungssport von verschiedenen Faktoren beeinflusst. Die einzelnen Faktoren machen die komplexe sportliche Leistung aus. Je nach Sportart kommt den einzelnen Komponenten eine unterschiedliche Gewichtung zu, wobei jedoch keine benachteiligt oder unberücksichtigt bleiben darf. Nicht nur die konditionellen oder technisch / koordinativen Kompetenzen sind als Voraussetzung für eine sportliche Leistung bzw. Leistungsentwicklung anzusehen, sondern das Zusammenspiel verschiedener Teile in einem geschlossenen Komplex sind für die optimale Leistung notwendig. Darüber hinaus ist zu berücksichtigen, dass die Trainingsreize so gesetzt werden müssen, dass ein Leistungszuwachs einerseits durch Lernen und andererseits durch Superkompensation ermöglicht wird.

Ablauf einer Trainingsplanung

## Ablauf
„Trainingsplanung ist ein auf das Erreichen eines Trainingsziels ausgerichtetes, den individuellen Leistungszustand berücksichtigendes Verfahren der vorausschauenden, systematischen – sich an trainingspraktischen Erfahrungen und sportwissenschaftlichen Erkenntnissen orientierenden – Strukturierung des (langfristigen) Trainingsprozesses.“

Die Erstellung eines Trainingsplans ist Bestandteil der Trainingssteuerung und kann folgenden Ablauf haben:

### Ist-Zustand-Analyse
Es wird die individuelle Leistungsfähigkeit (Stärken und Schwächen) erhoben, um die Ausgangssituation festzustellen. Im Leistungssport werden dafür Methoden der sportmedizinischen Leistungsdiagnostik angewendet, wie Belastungs-EKGs, Laktatergometrie, Spiroergometrie, u. ä.

### Trainingsziel
Bei der Zielvereinbarung wird der Zweck des Trainings und der Zeitraum festgelegt. Die Zielvorstellungen im Leistungssport liegen beispielsweise bei der Steigerung der individuellen sportlichen Leistung oder beim gezielten Training für einen Wettkampf. Im Freizeitsport wird das Training meist als Ausgleich, zum Stressabbau oder als gesundheitsfördernde Maßnahme gesehen.

### Trainingsplanerstellung
Anhand des Trainingsziels und der Ist-Zustand-Analyse wird ein Trainingskonzept erstellt, welches als Grundorientierung für die Planung und Gestaltung des Trainings dient. Dabei werden ein Planzeitraum, die Trainingsinhalte, -mittel und -methoden festgelegt, durch welche das Trainingsziel erreicht werden soll. Der Planzeitraum besteht im Leistungssport aus der Vorbereitungs-, Wettkampf und Übergangsperiode. Dabei wird bis zum Wettkampf eine systematische Leistungssteigerung angestrebt und intensivere Trainings eingeplant. Die Übergangsperiode dient der Regeneration und um eine gewisse Grundleistung beizubehalten. Der Trainingsumfang bzw. die Dauer, Intensität und Häufigkeit, richtet sich an die individuelle Leistungsfähigkeit. Ein Merkmal der Trainingsplanung ist die fortlaufende Anpassung, der Aufbau in zeitliche Phasen und die Periodisierung der sportlichen Belastung.

### Trainingskontrolle
Bei der Trainingskontrolle wird überprüft, ob das angestrebte Trainingsziel erreicht wurde. Durch die Analyse der Trainingsdokumentation und der Leistungsergebnisse kann Verbesserungspotential für den nächsten Trainingsplan gewonnen werden.

## Trainingsplantypen
Je nach Zielgruppe und Zeitraum lassen sich verschiedene Arten von Trainingsplänen unterscheiden.

### Rahmentrainingsplan
Darunter versteht man die verallgemeinerten Richtlinien eines Fachverbandes zur Gestaltung des Trainingsprozesses für definierte Sportlergruppen. Es werden darin die wesentlichen Aufgaben eines Trainingsjahres und die konkreten Vorbereitungen des Jahreshöhepunktes bzw. der Jahreshöhepunkte definiert.

### Gruppentrainingsplan
Dieser lässt sich aus dem Rahmentrainingsplan ableiten und ist für Gruppen mit gleicher Zielsetzung und gleichem Leistungsniveau gedacht. Der Gruppentrainingsplan findet im Nachwuchsbereich und in Sportspielen Anwendung. Er beinhaltet:
- Angaben zum Gültigkeitsbereich (Trainingsgruppe) und Geltungszeitraum
- Zielvorstellungen für Wettkämpfe
- Teilziele für die verschiedenen Trainingsabschnitte bzw. Leistungskontrollen
- Angaben zur Periodisierung des Trainings
- Kennzeichnung der Belastungs- und Intensitätsbereiche
- Inhaltliche, methodische und organisatorische Leitlinien des Trainings

### Individueller Trainingsplan
Dieser beinhaltet alle wesentlichen Maßnahmen für einen einzelnen Sportler, um optimale Leistungen zu erreichen. Dabei werden Ziele, Inhalte, Mittel und Methoden des Trainings festgehalten.

### Mehrjahrestrainingsplan
Dabei handelt es sich um das Planwerk zur Gestaltung des langfristigen Trainingsaufbaus eines Sportlers. Dieses umfasst mehrere Trainingsstufen bzw. -etappen, wie das Grundlagen-, Aufbau- und Hochleistungstraining.

### Jahrestrainingsplan
Legt fest, wie der Trainingsprozess für einen Sportler oder eine Gruppe für das jeweilige Trainingsjahr aussehen soll und ergibt sich aus dem Mehrjahresplan. Er beinhaltet die
- Trainingsziele und Schwerpunkte im Jahresverlauf,
- Belastungsplanung,
- Wettkampfplanung (mit Berücksichtigung der Aufbau-, Vorbereitungs- und Testwettkämpfe),
- Leistungsdiagnose,
- Auswertungsplanung.

### Makrozyklustrainingsplan
Darunter versteht man einen langfristigen Trainingszyklus in der Trainingsplanung. Dieser kann ein mehrmonatiger Abschnitt des Trainingsprozesses sein, mit dem Ziel der Ausformung definierter Entwicklungs- oder Ausprägungsphasen der sportlichen Form bis hin zur Topform.

### Mikrozyklustrainingsplan
Wird auch Wochentrainings- oder Operativplan genannt und beschreibt mehrtägige bis zu drei Wochen umfassende Trainingsabschnitte. Dabei wird die Struktur der Trainingsbelastung im Wochenverlauf sowie die Abfolge und Variation der Hauptaufgaben innerhalb der Trainingseinheiten definiert. Es werden Tage mit erhöhter bzw. niedriger Belastung und die Reihenfolge der eingesetzten Trainingsmethoden sowie -inhalte geplant.

### Trainingseinheitenplan
Es werden die einzelnen Belastungsziele sowie die Methoden, Inhalte und Mittel der einzelnen Trainingseinheit beschrieben. Er gibt die Gestaltung des Aufwärmeprogramms, den Schwerpunkt der Trainingseinheit und den Abschluss (die Regenerationsphase) vor.

## Trainingsplan Systeme
Im Internet existieren diverse Systeme zur Erstellung von Trainingsplänen, die Ausdauersportlern assistieren, grundlegende Trainingsprinzipien zu integrieren. Zu diesen Systemen gehören:
- TrainingPeaks, das für Disziplinen wie Radfahren, Laufen und Schwimmen konzipiert ist und auf den Methoden von Joe Friel basiert.
- 2PEAK, eines der ältesten verfügbaren Programme, das sich auf Radfahren, Triathlon und Laufen spezialisiert.
- running.COACH, das ausschließlich auf das Lauftraining fokussiert ist und unter der Anleitung des Europameisters Viktor Röthlin entwickelt wurde.
- TrainerRoad, das speziell für Radfahrer entwickelt wurde.
- Strava, das sowohl für Radfahren als auch Laufen geeignet ist, jedoch primär statische Trainingspläne bietet.